# Manuel Gregorio García Encina
Manuel Gregorio García Encina; (Santiago, 1859-1927). Militar y político conservador chileno. Hijo de Juan García de Cárcamo y Sánchez y doña Amelia Encina Varas. Casado con María del Tránsito Reyes Molinare.

## Actividades militares
Ingresó a la Escuela Militar en 1876, formando parte del cuerpo de infantería del ejército. Participó en la Guerra del Pacífico, en las batallas de Chorrillos y Miraflores (1881). 

## Actividades políticas
Miembro del Partido Conservador. Mantuvo lealtad al bando de José Manuel Balmaceda durante la guerra civil de 1891, sirvió a las órdenes del general Manuel Baquedano.
Fue elegido diputado por Santiago (1891-1894), integrando la comisión permanente de Guerra y Marina. 